# Cantone di Hazebrouck-Nord
Il Cantone di Hazebrouck-Nord era una divisione amministrativa dell'arrondissement di Dunkerque.
È stato soppresso a seguito della riforma complessiva dei cantoni del 2014, che è entrata in vigore con le elezioni dipartimentali del 2015.
Comprendeva parte della città di Hazebrouck e i comuni di:
- Blaringhem
- Caëstre
- Ebblinghem
- Hondeghem
- Lynde
- Renescure
- Sercus
- Staple
- Wallon-Cappel